# Vermogen (magie)
Het Vermogen is een belangrijke soort magie uit een aantal fantasy-boekenreeksen van Robin Hobb. Onder andere FitzChevalric Ziener uit De boeken van de Zieners en De boeken van de Nar bezit het Vermogen. Het is een passieve soort magie die werkt met de geest, maar kan lichamelijke invloeden hebben.

## Oorsprong
Hoewel het Vermogen over het algemeen wordt beschouwd als een koninklijke magie, die dus alleen aan de Zieners is voorbehouden, beheersen ook andere mensen over het Vermogen. Over de oorsprong van de magie is weinig bekend. Noch onder de oorspronkelijke bewoners van de Zes Hertogdommen, noch onder de Buiteneilanders was de magie bekend, maar in de kusthertogdommen (waar het bloed van de twee volkeren is vermengd) is het Vermogen ontstaan. Dit is echter niet zeker; de ware bron zal waarschijnlijk voor altijd in de nevelen van het mysterie gehuld blijven.

Ook normale mensen zouden in het Vermogen kunnen worden opgeleid, maar dit is enkel voorbehouden aan telgen van de Zieners. De bijzondere, op karaktertrekken gebaseerde namen (zoals Plicht, Vlijm en Gulhart) vermengen werkelijk met het karakter van de koninklijke telg door de beoefening van de magie.

Lijnrecht tegenover het gewaardeerde en koninklijke Vermogen, het geestelijk contact tussen mensen, staat de verachtelijke Wijsheid (magie); een gelijkwaardige relatie tussen een mens en dier. De hoofdpersoon uit Hobbs eerste en derde trilogie, de koninklijke bastaard FitzChevalric Ziener, beschikt over beide soorten magie.

## Werking
De eenvoudigste omschrijving van het Vermogen is het door middel van gedachten overbruggen van de afstand tussen twee mensen. Het Vermogen kan op een aantal manieren worden gebruikt. Men kan er gedachten mee overbrengen naar andere mensen, de gedachten van mensen zonder het Vermogen manipuleren en zelfs contact leggen met de Ouderlingen. De Ouderlingen staan rechtstreeks onder de goden, en maar weinig Vermogenstalenten durven hen te benaderen. Het verhaal van de Ouderlingen wordt vooral uitgediept in De boeken van de Levende Schepen.

## Coterieën
Bij aanvang van De boeken van de Zieners beheersen alleen Kroonprins Veritas en prins Chevalrick het vermogen echt goed, en kan zelfs de Vermogenleraar Galen (de bastaarzoon van de tweede vrouw van koning Vlijm) het Vermogen nauwelijks beheersen.

Na vele jaren, waarin ze geen nut hadden, werd aan het begin van De boeken van de Zieners weer een coterie opgeleid door Galen. Dit is een eenheid van meestal zes mensen die door het Vermogen aan elkaar zijn verbonden en hiermee hun koning kunnen dienen. Aanvankelijk werd ook FitzChevalric hiervoor opgeleid, maar door corruptie van de gehate Galen haalt hij het niet.